# Marceau van Hoorebeke
Marceau van Hoorebeke (* 13. Januar 1900 in Lille; † 7. Februar 1957 in Paris) war ein französischer Filmkomponist und Orchesterleiter.
Van Hoorebecke schrieb in den 1930er-Jahren Chansons wie „Souvenirs“ (für André Claveau), ferner Swingnummern wie „Budding Dancers“ und „Sweet Serenade“ (aufgenommen von Michel Warlop/Django Reinhardt). Außerdem komponierte er ab 1932 eine Reihe von Filmmusiken für Spielfilme u. a. von Heinz Paul (Wilhelm Tell (1934)), Willy Rozier, René Barberis, Jean Loubignac, Jacques Daroy (Der Schmugglerring von Marseille,  Georges Péclet (1897–1974) 1950), Paul Mesnier, Jacques de Baroncelli, Guillaume Radot, André Berthomieu (Das Geheimnis von Madame Clapain, 1943), Giorgio Bianchi (Wer Geld hat, hat mehr vom Leben, 1949), André Zwoboda (Frauen, Liebe, Legionäre, 1951),  Maurice Cloche (Geliebte Domenica, 1952), Jean Loubignac und Georges Péclet (Les révoltés du Danaé, 1952 und Tabor, 1954).

## Diskographische Hinweise (Schellackplatten)
- Van Hoorebeke, Orchestre Symphonique-Jazz / Rene Alton et son Ensemble: Happy Dreams/L'auberge du Cheval Blanc (Champion #1506)
- Le Jazz Pathé-Nathan, Marceau van Hoorebeke: Le Fox de la caserne/En chemin de fer! (Columba DF559), u. a. mit Alex Renard